# Klettergarten Gimmeldinger Steinbruch
Der Klettergarten Gimmeldinger Steinbruch ist ein Park, Klettergarten und ehemaliger Steinbruch in Neustadt an der Weinstraße in Rheinland-Pfalz.

## Lage
Der Park liegt am Ostrand des Pfälzerwalds auf der Waldgemarkung des zu Neustadt an der Weinstraße gehörenden Ortsbezirks Gimmeldingen in unmittelbarer Nähe der Heidenburg. Wenige hundert Meter weiter östlich beginnt die Bebauung des Ortes Gimmeldingen.

## Geschichte
Das Gelände bildete ursprünglich den Gimmeldinger Gemeindesteinbruch, der aus mehreren Teilsteinbrüchen bestand, die jeweils separat verpachtet wurden. Um 1960 wurde er aufgegeben. 2007 wurde sein Gelände durch die Ortsgruppe Lambrecht der Naturfreunde und die Vereinigung der Pfälzer Kletterer zu einem Kletterpark ausgebaut; seither wird er entsprechend von Kletterern frequentiert.

## Beschaffenheit
Der örtliche Sandstein ist weich und größtenteils verwittert. Der Klettergarten verfügt über mehrere Touren, die im mittleren Schwierigkeitsgrad angesiedelt und durchgängig mit Bohrhaken ausgestattet sind. Seine Wände sind nach Osten ausgerichtet.